# Dagnė Čiukšytė
Dagnė Čiukšytė (Panevėžys, 1º gennaio 1977) è una scacchista lituana.

## Biografia
Dagnė Čiukšytė è una scacchista professionista dal suo debutto nel 1994 per la Lituania. Nel 1994, ha vinto il campionato femminile lituano. Ha ripetuto la stessa impresa nel 1996, 1997 e nel 2003. Čiukšytė ha anche rappresentato la Lituania in cinque Olimpiadi degli scacchi femminili dal 1994 al 2006.
Čiukšytė ha partecipato al torneo Interzonale femminile del 1995, tenutosi a Chişinău, e al Campionato mondiale femminile del 2001.
Čiukšytė ha partecipato al Campionato individuale dell'UE nel 2006 e si è classificata come la giocatrice femminile più alta con 6½ punti.
Nel 1995, le è stato assegnato il titolo di Maestra Internazionale Femminile dalla FIDE, seguito da quello di Grande Maestra Femminile nel 2002. Nel 2006, Čiukšytė ha anche ricevuto il titolo di Maestro Internazionale.
Ha lasciato la Lituania e si è trasferita in Inghilterra per rappresentare la squadra nazionale inglese di scacchi. Čiukšytė ha condiviso il primo posto con Guliskhan Nakhbayeva al torneo femminile su invito del festival London Chess Classic del 2011.
È sorella della scacchista Živilė Šarakauskienė.